# Roztrzeplin
Roztrzeplin, mydleniec (Koelreuteria Laxmann) – rodzaj roślin z rodziny mydleńcowatych. Obejmuje trzy gatunki, z których dwa rosną w Chinach (roztrzeplin wiechowaty K. paniculata i K. bipinnata), a trzeci – K. elegans – na Tajwanie i wyspach Fidżi. Roztrzeplin wiechowaty rośnie jako gatunek introdukowany i zdziczały na Półwyspie Koreańskim, w Japonii i Stanach Zjednoczonych.
Wszystkie gatunki uprawiane są w parkach, kolekcjach botanicznych i ogrodach. Szczególnie rozprzestrzenione są jednak roztrzeplin wiechowaty K. paniculata i K. bipinnata uprawiane w klimacie umiarkowanym, ten pierwszy sadzony jest np. w Europie jako ozdobne drzewo przydrożne. W Chinach jego kwiaty wykorzystywane są w ziołolecznictwie i jako surowiec do wyrobu żółtego barwnika, a z nasion wyrabia się koraliki.

## Morfologia
PokrójDrzewa i krzewy osiągające do 12 m wysokości.
LiścieSkrętoległe, bez przylistków. Blaszka pojedynczo lub podwójnie nieparzysto pierzasta. Listki ułożone na osi liścia naprzeciwlegle lub skrętolegle, zwykle piłkowane lub wcinane, rzadko całobrzegie. Szczytowy listek dobrze rozwinięty.
KwiatyZebrane są w wyrastające szczytowo kwiatostany wiechowate. Kwiaty są grzbieciste. Działki kielicha występują w liczbie pięciu, rzadziej czterech, przy czym dwie są mniejsze od pozostałych. Płatki korony są cztery, rzadko jest ich pięć, mają nieco nierówne rozmiary, są żółte i u nasady zaopatrzone w paznokieć. Pręcików jest zwykle 8, rzadziej mniej, i wyrastają z grubego dysku miodnikowego. Nitki pręcików okazałe, często owłosione. Zalążnia jest górna i tworzona przez trzy zrośnięte owocolistki. W każdej z trzech komór znajdują się dwa zalążki. Szyjka słupka krótka lub dłuższa, wygięta, zwieńczona trójdzielnym lub całobrzegim znamieniem.
OwoceDęte torebki, o kształcie kulistawym, elipsoidalnym lub jajowatym, trójkanciaste, z trzema komorami i w każdej z nich znajduje się pojedyncze, kuliste nasiono (bez osnówki).

## Systematyka
Rodzaj z podrodziny Sapindoideae z rodziny mydleńcowatych Sapindaceae.
Wykaz gatunków
- Koelreuteria bipinnata Franch.
- Koelreuteria elegans (Seem.) A.C.Sm.
- Koelreuteria paniculata Laxm. – roztrzeplin wiechowaty

## Nazewnictwo
Nazwa naukowa rodzaju upamiętnia niemieckiego przyrodnika Josefa Gottlieba Koelretera. W XIX wieku rodzajowi nadawano różne polskie nazwy: mydleniec, pawlina, pawlinka, koelreuterya, zawstydlina i roztrzeplin. W bardziej współczesnych publikacjach używane są dwie nazwy – roztrzeplin i mydleniec. Ta druga jest myląca ze względu na to, że tę samą nosi rodzaj mydleniec Sapindus, od którego utworzono nazwę rodziny (mydleńcowate Sapindaceae) i która jest uzasadniona tym, że owoce tych roślin wykorzystywane są jako środek mydlący i piorący.